# Pontifício Conselho para a Pastoral no Campo da Saúde
O Pontifício Conselho para a Pastoral no Campo da Saúde (Pontificium Consilium pro Valetudinis Administris) nasceu a partir do Motu Próprio Dolentium Hominum de 11 de fevereiro de 1985, quando João Paulo II instituiu a Pontifícia Comissão para a pastoral dos Operadores Sanitários, que, com a Constituição Apostólica Pastor Bonus, de 1988 tornou-se o Pontifício Conselho para a pastoral no Campo da Saúde.
Os seus objetivos eram os seguintes: estimular e promover o trabalho de formação, de estudo e de ação no campo sanitário junto as várias organizações internacionais católicas, que com outros grupos e associações que operam neste campo possam atuar em diversos níveis.
Organizava a cada ano as celebrações pelo Dia Mundial do Enfermo, sempre no dia 11 de fevereiro, data escolhida em 1992 pelo Papa João Paulo II, por ser o dia dedicado a Nossa Senhora de Lourdes (seu Santuário, no sul da França é conhecido por ser grande meta de peregrinação de doentes), padroeira dos enfermos.
A sede da celebração do Dia Mundial do Enfermo sempre ocorre em algum santuário mariano (em qualquer continente), quando é precedido de um congresso que reúne profissionais da saúde.
Era responsável pela Fundação Bom Samaritano, fundada em 12 de setembro de 2004, com sede no Vaticano. A fundação tem por finalidade assistir econômicamente os doentes mais necessitados, em particular os enfermos vítimas da AIDS.
Em 1 de janeiro de 2017, teve suas atribuições fundidas com a de outros Dicastérios, no recém criado Dicastério para o Serviço do Desenvolvimento Humano Integral.

## Presidentes
|             | Nome                           | Período     | Notas              |
| Presidentes | Presidentes                    | Presidentes | Presidentes        |
| ----------- | ------------------------------ | ----------- | ------------------ |
| 3º          | Dom Zygmunt Zimowski           | 2009 - 2016 | Faleceu            |
| 2º          | Javier Lozano Cardeal Barragán | 1997-2009   | presidente emérito |
| 1º          | Fiorenzo Cardeal Angelini      | 1985-1996   |                    |